# بدبیاری‌های سوفی
بدبیاری‌های سوفی {به فرانسوی: Les Malheurs de Sophie) فیلمی فرانسوی به فیلمنامه‌نویسی و کارگردانی کریستف اونوره است که در سال ۲۰۱۶ به نمایش درآمد. این فیلم در سبک درام و کمدی است.

## چکیده داستان
سوفی دو رآن دخترکی بدجنس، سرزنده و کنجکاو در مورد زندگی است. او در حلقه پسر عمویش پل و رفقای کوچکش، کامیل و مادلین دو فلورویل، در املاک خانوادگی چهارصد بار شیطنت می‌کند، و نابخردی در پی نابخردی را موجب می‌شود. اما چون پدر و مادرش بایستی به آمریکا بروند، سوفی هم ناچار می‌شود دوستانش را ترک کند. افسوس که یک فاجعه سرنوشت سوفی را دگرگون می‌کند. دخترک یتیم می‌شود، و نامادریش، خانم فیچینی بدجنس سرپرستی او را بر عهده می‌گیرد و زندگیش را دشوار می‌کند. لیکن پس از بازگشت به فرانسه، او می‌تواند به کمک رفقای بازیافته اش و خانم دو فلورویل دوباره لبخند و شادی گذشته زندگیش را بازیابد.